# Stachyptilum dofleini
Stachyptilum dofleini är en korallart som beskrevs av Heinrich Balss 1909. Stachyptilum dofleini ingår i släktet Stachyptilum och familjen Stachyptilidae. Inga underarter finns listade i Catalogue of Life.